# 509-й важкий танковий батальйон (Третій Рейх)
509-й важкий танковий батальйон (Третій Рейх) (нім. schwere Panzerabteilung 509, s PzAbt 509) — важкий танковий батальйон вермахту часів Другої світової війни, що мав на озброєнні важкі танки «Тигр» I і «Тигр» II.

## Історія

### Східний фронт
509-й важкий танковий батальйон було створено 9 вересня 1943 року у Шветцингені на підставі наказу AHA la II № 4768/43 на базі 204-го танкового полку (22-га танкова дивізія), який існував з 20 березня 1943 року. Через деякий час підрозділ переїхав до військового навчального центру Зеннелагер на північ від Падерборна. До 30 вересня туди перекинули військову техніку та озброєння. До цього числа батальйон був повністю озброєний 45 новими танками «Тиграми I». Навчання у складі підрозділу розпочалися після його передислокації на військовий полігон Маї-ле-Кам у Франції. Кінцевою точкою курсу підготовки були бойові навчання в присутності оберста Мілдебрата 17 жовтня 1943 року.
28 жовтня 1943 року батальйон направили на південний фланг Східного фронту. Ешелон прямував з Маї-ле-Кам через Мец, Нюрнберг, Дрезден, Краків, Львів до Олесько, 60 км на схід від Львова. Вранці 3 листопада, «Тигри» вирушили до Бродів. У цей час гауптман Ганнібал фон Люттіхау залишив посадку комбата, його замінив майор Гірга, який прибув з Італії.
4 листопада підрозділи батальйону прибули до Козятина в Україні, звідкіля їх за кілька днів перевезли залізницею через Фастів до Миронівки. У Білій Церкві 3-тю танкову роту вивантажили та передали в підпорядкування командуванню бойової групи 2-ї танкової дивізії СС «Дас Райх». Рота з 2-м танковим полком СС рушила в напрямку Києва до Гребінки і під час розвідки на північний схід від міста радянські частини були помічені біля Ксаверівки і на захід від неї. Далі 9 листопада відбулося підпорядкування роти бойовій групі Кальгаммера, яка рушила на схід від Гребінки до села Павлівка у смузі відповідальності 75-ї піхотної дивізії.
8 листопада підрозділи батальйону вперше кинули в бій, підтримувати наступ піхоти вермахту на Фастів. Справжній наступ на Фастів не вдався, оскільки супроводжуюча піхота була вже на кількасот метрів позаду Фастова. Водночас, своїми діями танковий батальйон сприяв посиленню становища німецьких військ. Просуванню радянських військ на Білу Церкву вдалося не допустити. 14 листопада закінчилося підпорядкування бойовій групі Кальгаммера.
15 листопада командний пункт танкового батальйону знаходився в Кожанці. Протягом другої половини листопада та перших днів грудня «Тигри» підрозділу брали участь у бойових діях поблизу Вільшка, Яструбенька, Брусилова. 4 грудня відбулося перекидання батальйону під Житомир, хоча спочатку потрібно було укріпити міст через Тетерів у Коростишеві, щоб пропустити важкі танки. За підтримки «Тигрів» місце було захоплене. 7 грудня «Тигри» попрямували на північний схід до Неражу, звідки продовжили рух на північ до Старої Буди, а потім на схід до Новосілки, де відбулася велика танкова битва.
Подальші бої під Ворсовкою та на південний схід біля Меделівки були важкими і в результаті в батальйоні залишилося тільки шість боєготових танків. 15 грудня підрозділ було виведено та переміщено до села Нова Буда.
На початку січня 1944 року 509-й важкий танковий батальйон передали до складу 1-ї угорської армії в районі Подільська, а згодом Львова.
1 червня 1944 року, після повного отримання комплекту «Тигрів», батальйон був відправлений назад на фронт. 22 червня 1944 року Червона армія розпочала операцію «Багратіон», і 509-й важкий танковий батальйон, діючи у складі групи армій «Центр», перебував на їхньому фронті. 8 вересня 1944 року батальйон менш ніж за 24 години втратив шістнадцять «Тигрів» у бою поблизу міста Кельце (Польща).
Наприкінці вересня батальйон був відкликаний для переозброєння на «Тигри II». Отримавши сорок п'ять нових «Тигрів II» у грудні 1944 року, батальйон передали до IV танкового корпусу СС, який готував спробу визволити оточений гарнізон Будапешта. Розпочата 18 січня 1945 року операція під кодовою назвою «Конрад III» закінчилася невдачею. Під час операції 509-й батальйон втратив сорок із сорока п'яти «Тигрів II», десять із яких були втрачені повністю.
У березні 509-й важкий танковий батальйон був переданий III корпусу для підтримки операції «Фрюлінгсервахен» та відступу до Відня. Він брав участь у битві під Віднем у квітні, перш ніж відступити до американських позицій. 9 травня 1945 року 509-й батальйон капітулював армії США поблизу Лінца.

## Командування

### Командири
- Гауптман Ганнібал фон Люттіхау (вересень — жовтень 1943)
- Майор Курт Гірга (нім. Kurt Gierga) (листопад 1943 — 15 січня 1944)
- оберлейтенант Ернст-Нордевін фон Діст-Кербер (нім. Ernst-Nordewin von Diest-Koerber) (15 січня — 26 лютого 1944)
- Гауптман Ратке (нім. Radtke) (26 лютого — березень 1944)
- Гауптман Ганс-Юрген Бурмайстер (нім. Hans-Jürgen Burmester) (березень 1944 — 18 січня 1945)
- Гауптман резерву доктор Йоганнес Кеніг (нім. Johannes König) (26 лютого — 9 травня 1945)

## Нагороджені батальйону[1]
|  | Кавалери Золотого Німецького Хреста          | 8 |
|  | Кавалери Лицарського хреста Залізного хреста | 3 |

- Нагороджені Сертифікатом Пошани Головнокомандувача Сухопутних військ (1)